# Dominique Joseph Vandamme

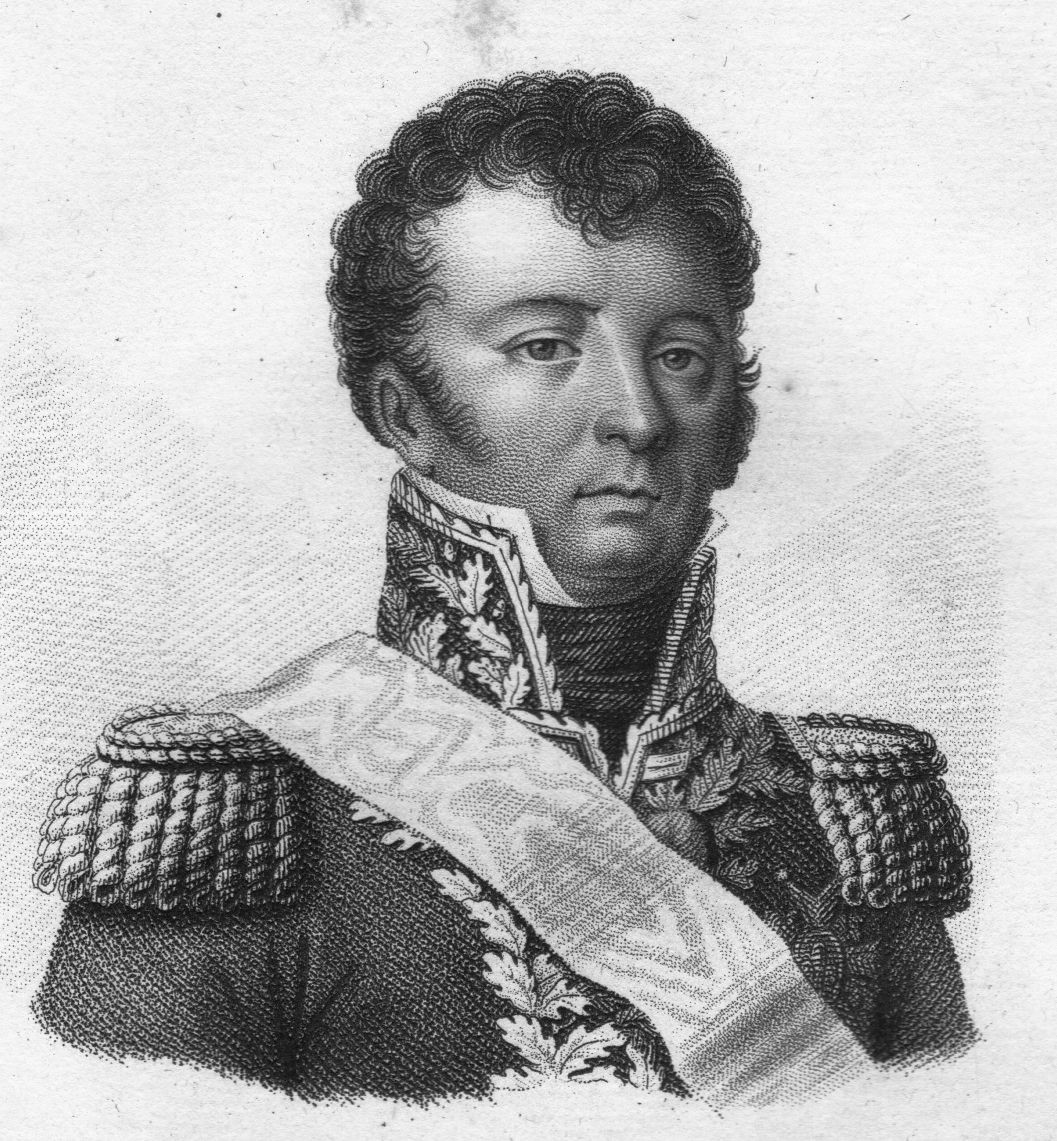
Dominique Joseph Vandamme

Dominique Joseph Vandamme (auch: Dominique-Joseph-René Van Damme), comte d’Unebourg (auch: Ursbourg, Unsebourg) (* 5. November 1770 in Cassel, Département Nord; † 15. Mai 1830 ebenda) war ein französischer General in den Napoleonischen Kriegen. Er galt als außergewöhnlich tapfer und furchtlos und als guter Befehlshaber. Seine schroffen Umgangsformen und mangelnde Anpassungsfähigkeit machten ihn zu einem schwierigen Untergebenen und Kollegen. Obwohl Napoleon sehr ergeben, beklagte er öffentlich, dass andere statt seiner zu Marschällen ernannt wurden.
Vandamme befehligte während der Napoleonischen Kriege mehrfach deutsche Truppen.

## Leben
Vandamme diente zuerst als gemeiner Soldat, dann Sergeant in einem Kolonialregiment auf Martinique, beim Ausbruch der Französischen Revolution desertierte er und kehrte nach Frankreich zurück. 1792 gründete er unter dem Namen Chasseurs du Mont-Cassel eine bekannte Freischar, als deren Führer er sich dank seines Organisationstalents auszeichnete. Er stieg schnell in die besten Kreise der Pariser Gesellschaft auf, wo er für seine eleganten Uniformen bekannt war. 1793 zeichnete sich Vandamme in seiner Heimat am 8. September bei der Schlacht bei Hondschoote aus, als er die Führung der Avantgarde der Armée du Nord erhielt.

### Verwendungen als General bis zum Kaiserreich
Darauf wurde er am 27. September 1793 mit 22 Jahren zum Général de brigade befördert und weiter bei der Nordarmee in Belgien eingesetzt. Im Mai 1794 trug er mit einer von ihm geführten Brigade der Division Moreau wesentlich zum erfolgreichen Ausgang der Schlacht bei Tourcoing bei, als er den ersten Angriff der Alliierten trotz erheblicher Unterlegenheit erheblich verzögerte. Im April 1795 wurde Vandamme abgelöst und nach Paris befohlen, um sich vor dem Wohlfahrtsausschuss wegen angeblicher Plünderungen zu verantworten.
Kurzzeitig in seine Heimat zurückgekehrt wurde er schon Ende des Jahres der von Moreau geführten Rheinarmee zugeteilt und befehligte 1796 eine Kolonne der 7. Division (Guillaume Philibert Duhesme) im Corps Saint-Cyr und zeichnete sich beim Rheinübergang bei Kehl und bei der Überquerung des Lechs und dem siegreichen Gefecht bei Friedberg aus. Allerdings musste Moreau wegen der Gesamtlage seinen Vorstoß nach Bayern abbrechen und sich bis an den Rhein wieder zurückziehen.
Der im Februar 1799 zum Général de division beförderte Vandamme erhielt das Kommando über einen Verband am linken Flügel der neuformierten, von Jourdan befehligten Donau-Armee (Armée du Danube), die nach dem Scheitern des Rastatter Kongresses entlang der Donau gegen Österreich vorstoßen sollte. Vandamme hatte mit seinem Verband die Lage in Württemberg aufgeklärt und kehrte rechtzeitig zurück, um in der Schlacht bei Stockach im Zusammenwirken mit der Division Saint-Cyr den rechten Flügel der Österreicher zeitweise in die Zange zunehmen. Mitte Mai gab Vandamme sein Kommando ab, um sich in Paris gegen Vorwürfe zu verteidigen, er habe für sich von Württembergern Geld erpresst und Fehlverhalten seiner Soldaten geduldet.
Im Herbst wurde der General in die Niederlande kommandiert, um dort eine französische Division zu übernehmen, die gemeinsam mit zwei holländischen Divisionen unter dem Oberbefehl des späteren Marschalls Brune ein russisch-britisches Landungskorps abwehren sollte. Durch die siegreiche Schlacht bei Bergen und weitere erfolgreiche Gefechte bei Alkmaar und Castricum wurden die Angreifer am 18. Oktober zur Kapitulation und zum Rückzug bis zu 19. November 1799 gezwungen.
Nach diesen Erfolgen und einem kurzen Heimaturlaub kehrte Vandamme zur wieder von Moreau geführten Rheinarmee zurück. Als Kommandeur einer Division des meist als rechter Flügel eingesetzten Korps Lecourbe – nahm an der Erzwingung der Kapitulation des Hohentwiel, den ersten Gefechten bei Stockach und Meßkirch (3. bzw. 5. Mai 1800) und dem Gefecht bei Memmingen (auch Höchstadt, 19. Juni) teil – musste Vandamme erneut nach Paris, um Fragen zur Verwendung von Geldern zu erläutern.
Kurz ohne Kommando erhielt er dann den Befehl über die Vorhut der neugebildeten, vom späteren Marschall MacDonald geführten Armee in Graubünden (Armée des Grisons) am Oberrhein, mit der er im Winter auf dem Weg nach Turin den Splügen überschritt.
Nach Friedensschluss erhielt er vom Ersten Konsul das Kommando über die 16. Militärdivision in Lille.

### Verwendungen im Kaiserreich
Als Napoleon 1804 die Armée des côtes de l’Océan für eine geplante Landung in England bildete, wurde Vandamme, inzwischen Mitglied und dann Großoffizier der Ehrenlegion, Kommandeur der 2. Division im Lager von Saint-Omer. Als Napoleon sich für den Angriff auf Österreich entschied, wurde daraus die 2. Division des IV. Armeekorps des Marschalls Soult. Vandammes Verband bildete die Vorhut der Grande Armée beim Vormarsch durch Süddeutschland und kam als erster mit den Österreichern ins Gefecht, als er am 6. Oktober 1805 bei Donauwörth die Donau überschritt. Das Korps Soult marschierte erst weiter nach Osten, während die nachfolgenden Verbände die österreichische Armee in Ulm einschlossen. An der Schlacht um Ulm war das Korps nur passiv beteiligt, da es zwar nach Memmingen zurückmarschierte, um einen Ausbruch der österreichischen Donauarmee nach Süden zu verhindern, den diese nicht plante noch versuchte.
In der entscheidenden Schlacht des Feldzugs am 2. Dezember 1805, der Drei-Kaiser-Schlacht bei Austerlitz, war es Vandammes Division neben der von Saint-Hilaire, die den entscheidenden Angriff erfolgreich durchführte. Zusammen mit den beiden anderen Divisionsgenerälen des Korps Soult, Saint-Hilaire und Legrand, sowie Friant, dem Kommandeur der 2. Division des III. Korps, der mit einem Gewaltmarsch von 112 Kilometern in nur 44 Stunden noch rechtzeitig auf dem Schlachtfeld erschien, wurde Vandamme nach der Schlacht mit dem Grand Aigle der Ehrenlegion ausgezeichnet. Dazu erhielt er noch Grundbesitz auf der Insel Cadzand in den Niederlanden. Da er verdächtigt wurde, Teile der Kriegsbeute des Feldzuges zur Tilgung seiner ungeheuren persönlichen Schulden verwendet zu haben, und sich darüber hinaus noch mit seinem direkten Vorgesetzten, Marschall Soult, überworfen hatte, musste Vandamme nach Frankreich zurückkehren und wurde als Divisionskommandant durch Jean François Leval ersetzt.
Im Herbst 1806 betraute Napoleon Vandamme mit der Unterstützung seines Bruders Jérôme, der bislang in der Marine gedient hatte, bei der Führung des neu gebildeten IX. Armeekorps, dessen Truppen im Wesentlichen von den deutschen Verbündeten Frankreichs gestellt wurden. Das Korps verfügte über eine württembergische und zwei bayerische Divisionen, mit denen das preußische Schlesien erobert werden sollte. Die preußischen Truppen dort hatten sich in die vorhandenen Festungen zurückgezogen und Vandamme versuchte diese zur Kapitulation zu zwingen. Zuerst fielen Glogau (2. Dezember 1806) und Breslau (6. Januar 1807), so dass Jérôme am 8. Januar tatsächlich die Kapitulationen der Festungen Glogau und Breslau entgegennehmen konnte. Jérôme äußerte sich gegenüber Napoleon dennoch unzufrieden, da er an einer kriegsentscheidenden Schlacht nicht teilnehmen durfte und zog sich von seinem Korps zurück. Vandamme besetzte mit den unterstellten Truppen noch Brieg am 17. Januar, Schweidnitz am 8. Februar und das von Georg von Steensen fast vier Monate verteidigte Neiße am 16. Juni. Beim Friedensschluss belagerte er das von Friedrich Wilhelm von Götzen verteidigte Glatz. Auch Cosel und Silberberg blieben trotz Angriffen und Belagerung durch bayrische Truppen in preußischen Händen.
Im Herbst 1807 kehrte Vandamme wieder auf den Posten des Kommandanten des 16. Militärbezirks zurück. Im August 1808 wurde er mit der Leitung eines neugebildeten Ausbildungslagers in Boulogne betraut. Im März 1809 übernahm er in Heidenheim die Führung der württembergischen Truppen, die im folgenden Krieg gegen Österreich bei der Grande Armee zuletzt als VIII. Armeekorps eingesetzt wurden. Am 1. April 1809 erhielt Vandamme im napoleonischen Adel (noblesse impériale) den Titel eines "Grafen von Hüneburg" (comte d’Unebourg).
Der Verband und sein Befehlshaber zeichneten sich im Fünften Koalitionskrieg zuerst in der Schlacht bei Abensberg aus. Nach der folgenden Schlacht bei Landshut trugen Vandamme mit den von ihm befehligten Württembergern und Teile des von Lefebvre geführten VII. (bayrischen) Armeekorps am 22. April 1809 wesentlich zum Sieg des bis dahin allein gegen die Hauptmacht der Österreicher kämpfenden III. Armeekorps unter Marschall Davout in der Schlacht bei Eggmühl bei. In der Folgezeit verfolgte Vandamme mit dem württembergischen Korps die sich zurückziehenden Österreicher südlich der Donau bis nach Linz (4. Mai) und bildete dort eigenständig auch auf der anderen Donauseite einen Brückenkopf, den er Mitte Mai gegen Angriffe der Österreicher unter Kolowrat erfolgreich verteidigte und ließ die von den Österreichern beschädigte Donaubrücke reparieren. Später sicherten seine Truppen die französischen Versorgungswege und das besetzte Wien. Der am 1. Juni 1809 zum Befehlshaber eines Armeekorps aufgestiegene Vandamme nahm im Stab Napoleons an der Schlacht bei Wagram teil, wo er an der Schulter verwundet wurde. Im August besetzte er mit seinen Truppen die Steiermark und kommandierte dann bis November die französische Besatzungsgarnison in Wien.
Nach Frankreich zurückgekehrt, ersetzte er im Februar 1810 Sainte-Suzanne als Befehlshaber des Lagers von Boulogne.
Unzufrieden mit dem von diesem genutzten Hauptquartier, ließ er das Haus des Bürgermeisters besetzen. Dies löste erheblichen Ärger aus und soll Napoleon zu der Äußerung veranlasst haben, gäbe es zwei Vandammes in der französischen Armee, würde der eine den anderen erhängen. Anfang August 1811 wurde Vandamme nach Cherbourg versetzt und übernahm
das Kommando über den 14. Militärbezirk.
Zum Russlandfeldzug von 1812 wurde Vandamme erneut Napoleons Bruders Jérôme, jetzt König von Westphalen, am 21. Februar 1812 als Berater und Stellvertreter in der Führung des VIII. (westphälischen) Armeekorps zugeteilt. Schon kurz nach Beginn Feldzugs entzweiten sich die beiden und beschwerten sich beim Kaiser, der erst für seinen Bruder Partei nahm und Vandamme am 3. Juli seines Postens enthob. Aber auch Jerome verlor nur wenige Tage später sein Kommando.
Erst am 17. März 1813 erhielt Vandamme wieder ein Kommando, als er in Wesel den Befehl über zwei holländische Divisionen übernahm, mit denen er die Ordnung in den zum napoleonischen Kaiserreich gehörenden Hanseatischen Departements (32. Militärbezirk) wiederherstellen sollte. Auf seinem Vormarsch sammelte er die sich vor Aufständen der Bevölkerung und Kosakenkorps zurückziehenden bisherigen Besatzungstruppen ein. Der bisherige Befehlshaber dort, General Carra Saint-Cyr, hatte Hamburg am 12. März geräumt und in Bremen den Belagerungszustand verhängt. Vandamme eroberte die französischen Departments bis zum 31. Mai mit dem Einzug in Hamburg weitgehend zurück. Bereits am 29. April hatte er Harburg und am 9. Mai Wilhelmsburg erobert. Als Besatzer fiel er durch besondere Härte und Brutalität (Hinrichtungen von von Berger und von Finckh), durch Erpressung und Vernachlässigung der Disziplin auf. Zuletzt hatte Marschall Davout den Oberbefehl, der vor dem Russlandfeldzug Generalgouverneur der Hanseatischen Departements gewesen war und diese Aufgabe bis 1814 wieder übernahm.

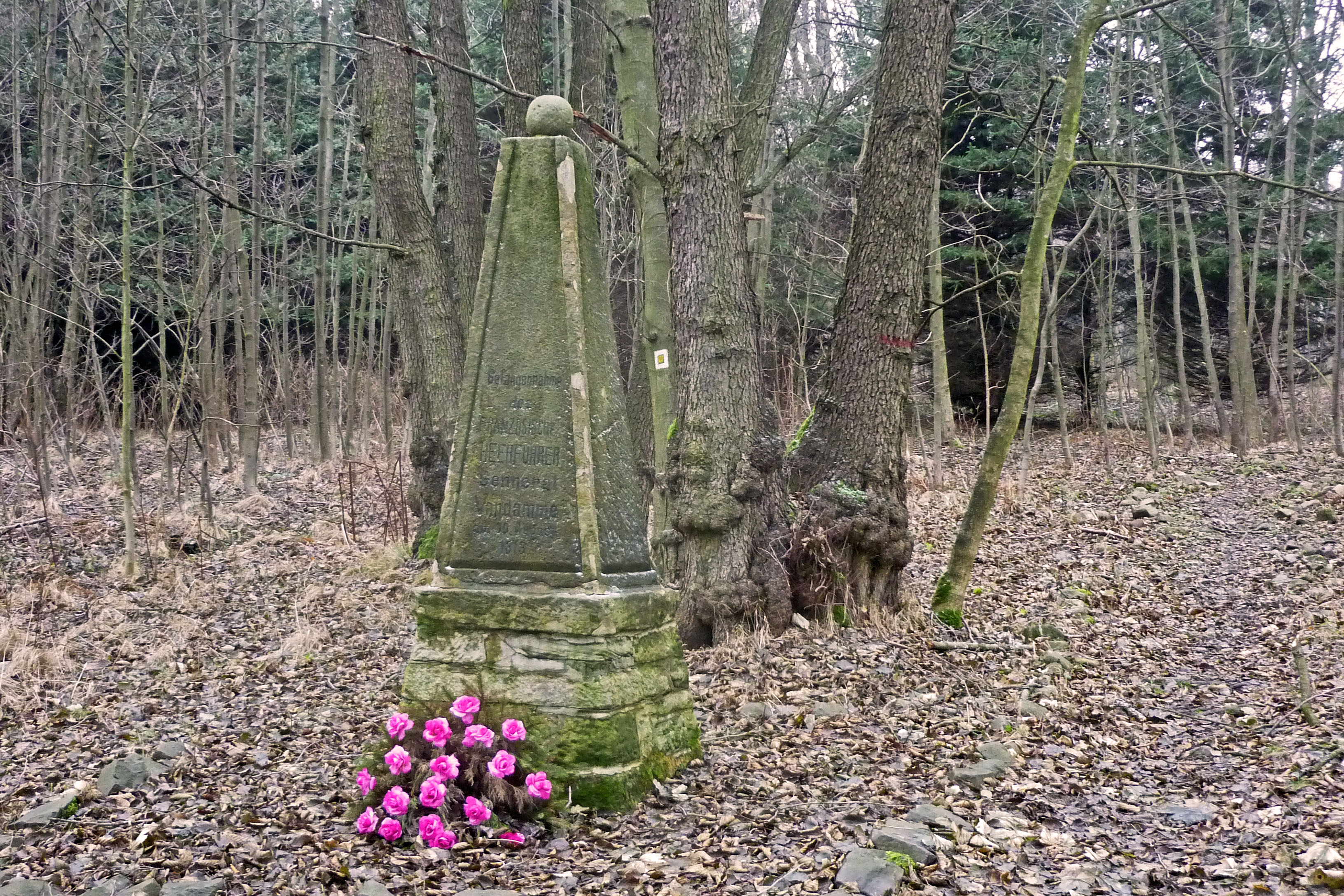
Denkmal zur Gefangennahme des Generals bei Kulm

Bei Ablauf des Waffenstillstands von Pläswitz im August 1813 hatte Vandamme das zuvor von Davout befehligte I. Armeekorps der Hauptarmee in Sachsen übernommen. Während der Schlacht um Dresden ging Vandamme mit 30.000 Mann bei Königstein über die Elbe und sollte den Alliierten den Rückweg nach Böhmen abschneiden. Er stieß bei Krietzschwitz nahe Pirna auf das 2. Russische Infanteriekorps unter Herzog Eugen von Württemberg, das seinen weiteren Vormarsch verhinderte. Dadurch scheiterte die von Napoléon geplante Einkreisung der Alliierten. Vandamme konnte ihnen nur folgen. Als die russischen Truppen unter Ostermann-Tolstoi den Verfolger stoppen wollten, konnte Vandamme ihre Stellungen in der Schlacht bei Kulm nicht durchbrechen. Als das II. Preußische Armeekorps unter dem General Friedrich von Kleist am 30. August das französische Korps von hinten angriff, zerbrach dessen Ordnung. Vandamme wurde gefangen genommen und 10.000 Mann mit 81 Kanonen ergaben sich; andere Teile seines Korps, wie die Division Dumonceau, konnten entkommen und sich dem Korps unter Marschall Gouvion Saint-Cyr in Dresden anschließen.
Der russische Zar Alexander I. ließ Vandamme nach einem Gespräch unter harten Bedingungen an die Grenze von Sibirien bringen. Er blieb dort bis zum Friedensschluss in Haft.

### Verwendungen nach Napoleons erster Abdankung
Bei seiner Rückkehr nach Frankreich hatten die Bourbonen keine Verwendung für ihn und bestimmten seinen Heimatort Cassel zu seinem Aufenthalt.
Nach der Rückkehr Napoleons aus dem Exil von der Insel Elba erhob ihn Napoleon zum Pair und gab ihm den Befehl über das III. Armeekorps, das zum Heeresteil Grouchys gehörte. Vandamme kämpfte mit diesem Korps im Juni 1815 bei Ligny und bei Wavre.
Nach der Restauration befahl ihm der König per Ordonnance royale vom 12. Januar 1816 auszuwandern. Er ging nach Nordamerika, weil die Niederlande ihm den Aufenthalt in Flandern verboten. Er kehrte 1824 nach Frankreich zurück und starb am 15. Mai 1830 in seinem Heimatort Cassel.

## Ehrungen
Am 1. April 1809 erhielt Vandamme im napoleonischen Adel (noblesse impériale) den Titel eines "Grafen von Hüneburg" (comte d’Unebourg).
Sein Name ist am Triumphbogen in Paris in der 5. Spalte eingetragen.